# Mélissa Désormeaux-Poulin
Mélissa Désormeaux-Poulin (Quebec, 3 de julho de 1981) é uma atriz franco-canadense. Em 2010, ela interpretou Jeanne Marwan no filme indicado ao Oscar Incêndios.

## Prêmios e indicações
| Ano  | Organização                   | Prêmio                   | Trabalho  | Resultado |
| ---- | ----------------------------- | ------------------------ | --------- | --------- |
| 2011 | Jutra Awards                  | Melhor Atriz             | Incendies | Indicado  |
| 2011 | Vancouver Film Critics Circle | Melhor Atriz Coadjuvante | Incendies | Indicado  |
| 2014 | Jutra Awards                  | Melhor Atriz Coadjuvante | Gabrielle | Venceu    |